# Henceforth (album)
Albums de Henceforth
The Gray Album
(2010)
Henceforth est le premier album du groupe brésilien de heavy metal Henceforth.

## Liste des morceaux
1. "In the Garden" – 1:17
2. "I.Q.U." – 4:13
3. "Rise Again" – 5:29
4. "Higher Ground" – 6:54
5. "The Pain" – 4:48
6. "White Addiction" – 4:09
7. "Both Sides" – 4:27
8. "Parallels" – 6:05
9. "Issues" – 3:52
10. "Opened Door" – 4:56
11. "Nervous Breakdown" – 4:30

## Formation
- Frank Harris (chant)
- Hugo Mariutti (guitare)
- Cristiano Altieri (claviers)
- Luis Mariutti (basse)
- Fabio Elsas (batterie)

## Invité
- Andre Matos (chant sur "I.Q.U.")